# En anglais
Albums de Françoise Hardy
Ma jeunesse fout le camp…
(1967) Comment te dire adieu
(1968)
En anglais est le deuxième album chanté en anglais par Françoise Hardy.
Destiné en priorité au marché anglophone, l’édition originale a été éditée au Royaume-Uni en octobre 1968.
La première édition française — huitième album paru en France de la chanteuse — a été publiée sous le même titre en décembre de la même année.

## Deuxième album chanté en anglais
L’album est composé de dix reprises anglaises et américaines et de deux inédits : Empty Sunday (Françoise Hardy l'adaptera en français et l'enregistrera sous le titre J'ai le cœur vide aujourd'hui, mais ne sera pas édité sur disque.) et Never Learn To Cry (La chanteuse l'adaptera en français et l'enregistrera sous le titre Mon monde n'est pas vrai pour l'éditer sur son dixième l’album.).
Contexte
Depuis le début de l’année 1968, il n’y a eu qu’un seul single distribué dans le Royaume-Uni. Des enregistrements sont prévus au Studio Pye à Londres et au Studio CBE à Paris pour produire un album destiné à ce marché anglophone. En mai, un single contenant la reprise de Loving You, un succès d’Elvis Presley, est en place chez les disquaires de Grande-Bretagne pour accompagner la sortie de l’album qui arbore le titre laconique d’En anglais.
Les autres projets d'enregistrements se trouvent alors perturbés à la suite du mouvement étudiant qui, depuis le début du mois de mai, prend de l'ampleur en France. S’étendant au monde ouvrier, le pays est paralysé par les grèves à la mi-mai. Sur les conseils de leur attaché de presse, Françoise Hardy et Jacques Dutronc quittent alors la capitale pour la Corse. En juin, le calme revenu, chacun rentre chez soi.

Les enregistrements de chansons en langues étrangères reprennent. Elles seront rassemblées sur quelques 33 tours à partir de fin 1969.
- Douze titres en anglais, composeront l’album One-Nine-Seven-Zero qui sera édité au Royaume-Uni.
- Douze titres en allemand, composeront l’album Träume qui sera édité en Allemagne.
- Dix titres majoritairement parus sur 45 tours en Italie composeront la compilation Françoise in Italian qui sera éditée en Afrique du Sud.

## Éditions originales de l'album(mono et stéréo)
Royaume-Uni, octobre 1968 : Disque microsillon 33 tours/30 cm., En anglais, Production Asparagus/United Artists Records (ULP 1207), mono et (SULP 1207), stéréo.
Pochette : photographies réalisées par Jean-Marie Périer.

### Crédits
- Pochette : Photographies (recto, verso) réalisées par Jean-Marie Périer (non crédité).
- Orchestres :
  - Charles Blackwell,
  - Arthur Greenslade (en),
  - Simon Napier-Bell,
  - Jean-Pierre Sabar.

### Liste des chansons
Les 12 chansons qui composent le disque ont été enregistrées en stéréophonie.
| 1. | Loving You                                         | Jerry Leiber                       | Mike Stoller        | Charles Blackwell      | 2:05 |
| 2. | Hang On to a Dream (How Can We Hang On to a Dream) | Tim Hardin                         | Tim Hardin          | Charles Blackwell      | 2:10 |
| 3. | Will You Love Me Tomorrow                          | Gerry Goffin                       | Carole King         | Charles Blackwell      | 2:35 |
| 4. | Lonesome Town                                      | Thomas Baker Knight (en)           | Thomas Baker Knight | Arthur Greenslade (en) | 2:05 |
| 5. | Who'll Be The Next in Line                         | Ray Davies                         | Ray Davies          | Arthur Greenslade      | 2:10 |
| 6. | Never Learn to Cry                                 | Vicki Wickham et Simon Napier-Bell | Simon Napier-Bell   | Simon Napier-Bell      | 2:40 |

| 1. | There but for Fortune                | Phil Ochs                                       | Phil Ochs                                              | Arthur Greenslade (en) | 3:10 |
| 2. | That'll Be the Day                   | Buddy Holly, Jerry Allison (en), Norman Petty   | Buddy Holly, Jerry Allison, Norman Petty               | Arthur Greenslade      | 2:15 |
| 3. | The Way of Love (J’ai le mal de toi) | Al Stillman (en)                                | Jack Diéval                                            | Arthur Greenslade      | 2:30 |
| 4. | Tiny Goddess                         | Patrick Campbell-Lyons (en) et Alex Spyropoulos | P. Campbell-Lyons, A. Spyropoulos et Ray Singer (en)). | Jean-Pierre Sabar      | 3:00 |
| 5. | Let It Be Me (Je t'appartiens)       | Mann Curtis                                     | Gilbert Bécaud                                         | Charles Blackwell      | 2:40 |
| 6. | Empty Sunday                         | Vicki Wickham                                   | Simon Napier-Bell                                      | Simon Napier-Bell      | 2:25 |

## Discographie liée à l’album
Abréviations et termes utilisés pour désigner les différents types de supports d'enregistrements :
LP (Long Playing) = Album sur disque 33 tours (vinyle).
CD (Compact Disc) = Album sur disque compact.
EP (Extended Playing) = Disque super 45 tours (vinyle), 4 titres.
SP (Single Playing) = Disque 45 tours (vinyle), 2 titres.

### Premières éditions britanniques

#### Disque promotionnel
Destiné à la promotion de l’album, ce disque, exclusivement distribué dans les médias (presses, radios, télévisions…), porte la mention « Demonstration record ».
- 16 Février 1968 : SP, Prod. Asparagus Recording/United Artists (UP 1208).

1. Now You Want To Be Loved (Des ronds dans l'eau), Miller, adaptation du texte de Pierre Barouh / Raymond Le Sénéchal.
2. Tell Them You're Mine (C'était charmant), Miller, adaptation du texte de F. Hardy / F. Hardy.

#### 45 tours (vinyles)
Nota bene : Ne sont listés ci-dessous que les disques contenant les titres chantés en anglais.
- 1968 : SP, Prod. Asparagus Recording/United Artists (UP 1208).

1. Now You Want To Be Loved (Des ronds dans l'eau), Miller, adaptation du texte de Pierre Barouh / Raymond Le Sénéchal.
2. Tell Them You're Mine (C'était charmant), Miller, adaptation du texte de F. Hardy / F. Hardy.

- Octobre 1968 : SP, Production Asparagus/United_Artists (UP 2253).

1. Will You Love Me Tomorrow?, Gerry Goffin et Carole King.
2. Loving You, Jerry Leiber / Jerry Leiber et Mike Stoller.

### Premières éditions françaises de l'album
- Décembre 1968 : LP, En anglais, Production Asparagus/Disques Vogue/Vogue international industries (CLD 729), stéréo universelle[15].
  - Pochette : photographies réalisées par Jean-Marie Périer (Salut les copains).

- 24 juin 2016 : CD (digipack), En anglais, Parlophone/Warner Music France (190296 997488).

### Réédition française de l'album
- 24 juin 2016 : LP, En anglais, Parlophone/Warner Music France (190295 989590).
- 24 juin 2016 : CD (digipack), En anglais, Parlophone/Warner Music France(190296 997488).

### Premières éditions étrangères de l’album
- Afrique du Sud, novembre 1968 : LP (pochette ouvrante), Françoise - The Second English Album, World Records C° (ORR 6024), stéréo/mono.
- États-Unis, novembre 1968 : LP, Loving, Productions Asparagus Recording/Reprise Records (RS 6318).
- Australie, 1969 : LP, Françoise Hardy in Anglais [sic], Production Asparagus/Phono Vox Records, coll. “Celebrity Series”, Vol. 2, (LPV 001).
- Brésil, 1969 : LP, Loving - Françoise Hardy en anglais, Companhia Brasileira de Discos/Philips (SLP 199.032).
- Canada, 1969 : LP, Loving, Productions Asparagus Recording/Reprise Records (RS 6318).
- Nouvelle-Zélande, 1969 : LP, Will You Love Me Tomorrow, Interfusion (SITFL 934.135).
- Japon, 1976 : LP, En anglais, Epic Records (ECPO 83).
- Japon, 1990 : CD (jewel case), En anglais, Epic Records/Sony Records (ESCA 5191).

### Rééditions étrangères de l’album
- Afrique du Sud, 1969 : LP (pochette simple), Françoise - The Second English Album, World Records C° (ORC 6024), stéréo.
- Afrique du Sud, 1971 : LP (pochette simple), Françoise - The Second English Album, MvN (MVC 3559), stéréo.
- Japon, 1979 : LP, En anglais, Epic Records (ECPO 25 3P.76).
- Japon, 1990 : CD, En anglais, Epic/Sony Records (ESCA 5191).
- Europe, juillet 2016 : LP (black 180g), En anglais, Parlophone/Warner Music (190295 989590).
- Europe, juillet 2016 : CD (digipack), En anglais, Parlophone/Warner Music (190296 997488).